# DeJon Jarreau
DeJon Jarmond Jarreau (New Orleans, 23 gennaio 1998) è un cestista statunitense.

## Statistiche

### College
| Anno      | Squadra         | PG  | PT | MP   | TC%  | 3P%  | TL%  | RP  | AP  | PRP | SP  | PP   |
| --------- | --------------- | --- | -- | ---- | ---- | ---- | ---- | --- | --- | --- | --- | ---- |
| 2016-2017 | UMass Minutemen | 31  | 24 | 24,4 | 44,2 | 24,4 | 64,4 | 3,6 | 4,5 | 1,0 | 0,7 | 9,8  |
| 2018-2019 | Houston Cougars | 30  | 0  | 18,0 | 47,1 | 36,4 | 69,4 | 3,8 | 3,3 | 0,6 | 0,5 | 8,7  |
| 2019-2020 | Houston Cougars | 30  | 17 | 23,1 | 37,4 | 17,5 | 79,5 | 4,3 | 3,7 | 0,6 | 0,4 | 9,0  |
| 2020-2021 | Houston Cougars | 31  | 31 | 28,3 | 43,2 | 34,4 | 70,3 | 5,4 | 4,3 | 1,3 | 0,5 | 10,6 |
| Carriera  | Carriera        | 122 | 72 | 23,5 | 42,9 | 28,5 | 71,3 | 4,3 | 4,0 | 0,9 | 0,5 | 9,5  |

### NBA

#### Regular Season
| Anno      | Squadra           | PG | PT | MP   | TC%  | 3P%  | TL%  | RP  | AP  | PRP | SP  | PP  |
| --------- | ----------------- | -- | -- | ---- | ---- | ---- | ---- | --- | --- | --- | --- | --- |
| 2021-2022 | Indiana Pacers    | 1  | 0  | 1,0  | -    | -    | -    | 0,0 | 0,0 | 0,0 | 0,0 | 0,0 |
| 2023-2024 | Memphis Grizzlies | 9  | 0  | 16,7 | 34,0 | 30,8 | 45,5 | 4,9 | 2,9 | 0,7 | 0,2 | 4,8 |
| Carriera  | Carriera          | 10 | 0  | 15,1 | 34,0 | 30,8 | 45,5 | 4,4 | 2,6 | 0,6 | 0,2 | 4,3 |